# St. Pankratius (Flossenbürg)

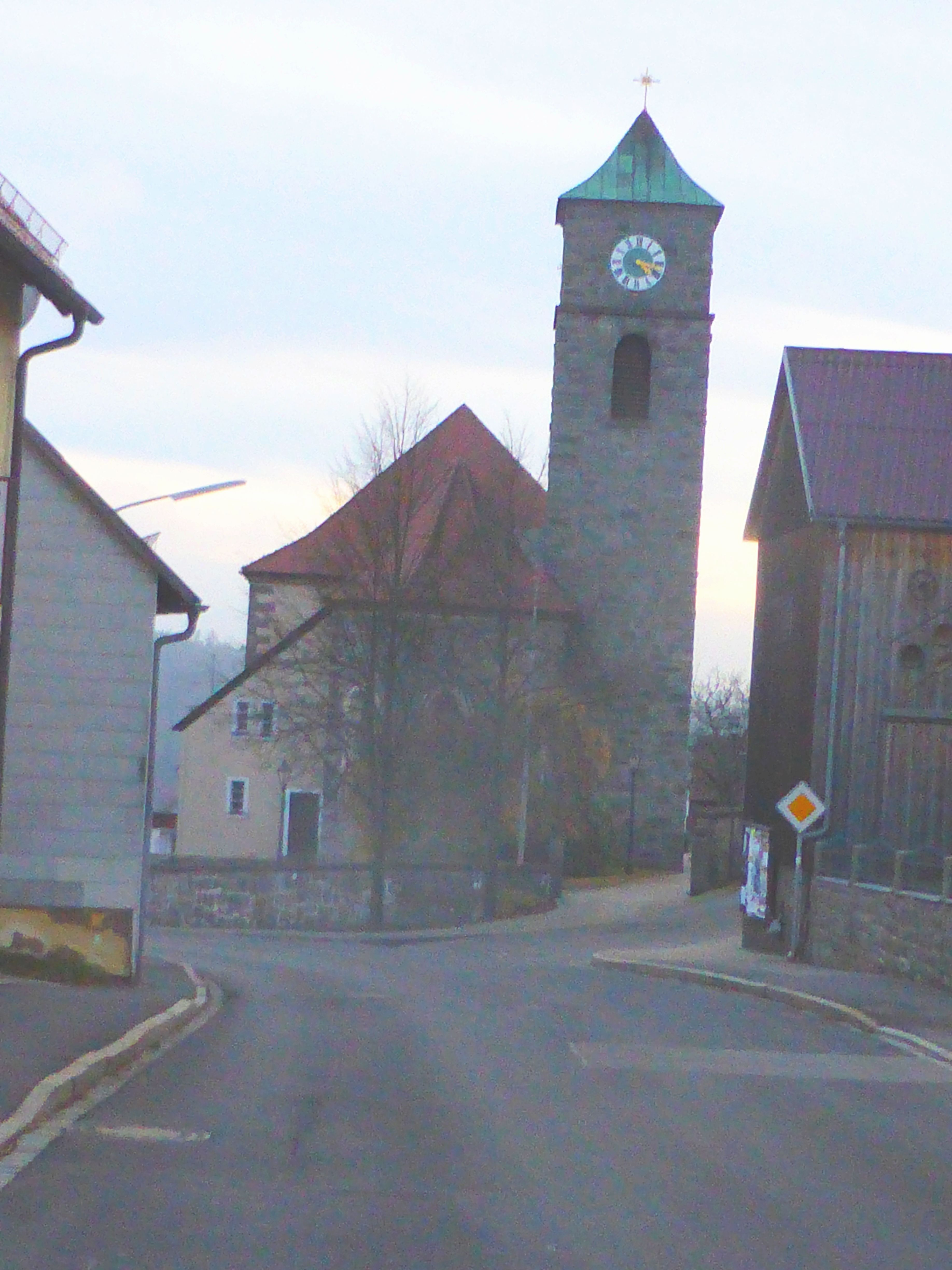
Katholische Pfarrkirche St. Pankratius in Flossenbürg

Die römisch-katholische Pfarrkirche St. Pankratius ist die Hauptkirche der Katholiken von Flossenbürg. Die Pfarrei gehört seit 1987 zum Dekanat Neustadt an der Waldnaab.

## Geschichte
Eine katholische Pfarrei zu Flossenbürg besteht erst seit 1956, zuvor war hier nur eine Filialkirche von Floß.
Auf der Burg Flossenbürg bestand aber seit langem eine Burgkapelle, die 1412 in dem Salbuch von Floß ohne Angabe eines Patroziniums (Capell in der Veste Floß) als Filiale von Floß genannt wird. In einem Regensburger Visitationsprotokoll von 1526 wird sie als Emmeramskapelle bezeichnet (capellam sancti Hemerami in acre Flossenpurg) und dem Regensburger Diözesanheiligen zugeordnet. Diese Zuordnung ist allerdings umstritten, denn in späteren Visitationsprotokollen von 1596 sowie im Salbuch von 1598 wird hier eine dem hl. Pankratius geweihte Kapelle genannt. In den Diözesanmatrikeln von 1665 wird hingegen eine Georgskapelle in Flossenbürg erwähnt. Das scheint insofern plausibel, als der hl. Georg der Schutzheilige der Ritter und der häufigste Patron von Burgkapellen war. Die Frage des früheren Patroziniums muss einstweilen offen bleiben. Ein Hinweis auf die Kapelle ergibt sich noch aus dem Guttensteiner Inventar von 1514, aus dem hervorgeht, dass in der Capellen ein Munitionsmagazin war und auf der purkkirchen Pfeil, Schäfte und Kugeln gelagert waren. Die Kapelle konnte in der Ruine Flossenbürg bislang nicht lokalisiert werden.
Religionsgeschichtlich entscheidend war für diesen Raum 1504 die Bildung der Pfalzgrafschaft „Junge Pfalz“ und der Übertritt des Pfalzgrafen Ottheinrich zum lutherischen Glauben. Seinem Religionsedikt vom 22. Juni 1542 hatten auch die Untertanen Folge zu leisten. Allerdings erfolgte unter Pfalzgraf Wolfgang Wilhelm 1614 die Rückkehr zum Katholizismus. Während des Dreißigjährigen Krieges wurde durch die schwedischen Besetzer der Protestantismus wieder bestimmend. Unter dem Pfalzgraf Christian August wurde in dem Fürstentum das Prinzip des Cuius regio, eius religio aufgehoben und das Simultaneum, also die freie Ausübung beider christlicher Konfessionen, eingeführt. Dieses hatte ab 1654 auch für Flossenbürg Geltung. Zwischen den beiden Religionen kam es allerdings bei der gemeinsamen Nutzung der Kirche immer wieder zu Zwistigkeiten wegen der Kirchenausstattung, der Gottesdienstzeiten, des Glockenläutens und der gegenseitigen Anerkennung kirchlicher Feiertage.

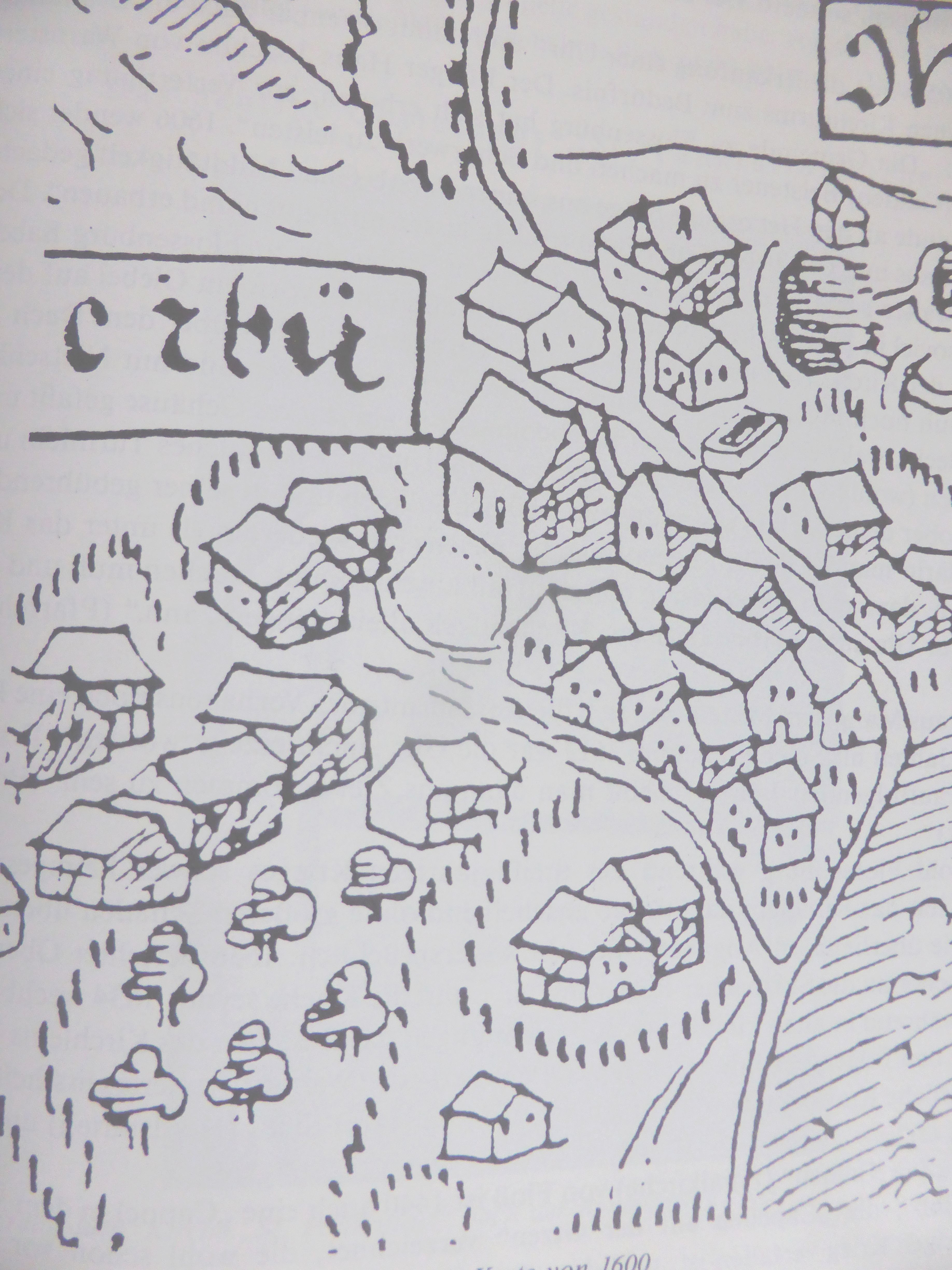
Ausschnitt aus dem Libellus Chronologicus et Topographicus von Flossenbürg des Christoph Vogel von 1600

Um 1600 muss bereits eine Ortskirche mit einem östlich angesetzten Turm existiert haben, wie aus einem Plan des Kartographen Christoph Vogel hervorgeht. Die Kirche lag links am Wege nach Sankt Ötzen, unweit des Dorfbrunnens. Diese dürfte die „Leutekirche“ im Unterschied zu der „Herrschaftskirche“ auf der Burg gewesen sein. Ob sich das St.-Georgs-Patronat (Capella S. Georgij) auf diese Kirche bezog, ist ungeklärt. Im Inventarverzeichnis von 1599 heißt es, „beim schindelgedeckten Langhaus stand ein Holztürmlein mit spitzem Schindeldach mit 2 Glocken und 2 Seiten“. Die Inneneinrichtung war sehr schlicht, nur auf dem Altar stand eine Marienfigur. Schon 1595 wurde das Kirchlein als baufällig bezeichnet, diese Klagen zogen sich in den nächsten Jahren hin. 1605 wird vom geplanten Kauf einer Uhr berichtet. 1606 wendet sich die Gemeinde an den Herzog, „er möge aus seiner Fürstl. Gnad Mildtätigkeit gedachtes Schulhaus und Uhr nebst dem Kirchtürmlein lassen aufrichten und erbauen“. Das alles zog sich aber hin, erst nach 1613 ist die Uhr eingebaut. Während des Dreißigjährigen Krieges scheint die Kirche überlebt zu haben, allerdings gibt es hierzu widersprüchliche Angaben, z. B. heißt es einmal: „Kaiserliche Kravadten (Kroaten) zündeten 1634 43 Härd Stätt (Herdstätten) und die Kirche an“.
1716–1718 wurde die neue Simultankirche St. Pankratius, heute die gleichnamige evangelische Kirche in Flossenbürg, erbaut. Die Grundsteinlegung erfolgte am 26. Mai 1716 durch den fürstlichen Oberbeamten Leonhard Streidel von Floß. Die Benediktion erfolgte nur durch den katholischen vikarisierenden Franziskanerpater Hilarion vom Kloster Pfreimd. Aus der alten Kirche wurden die Kanzel, der Altar (ohne Marienstatue) und die Glocken übernommen. Ein ohne Abstimmung mit der evangelischen Gemeinde in Auftrag gegebenes Marienbild des hochfürstlichen Kellerschreibers Johann Paul Amade von Sulzbach für den Hochaltar musste nach Protest der lutherischen Gemeinde und auf Anweisung der Regierung wieder abgenommen werden; stattdessen wurde eine Darstellung mit der Kreuzabnahme in Auftrag gegeben, die heute noch verwendet wird. Am 7. Juli 1725 berichtete Pfarrer Wolfgang Franz Neuwirt von Floß an den Regensburger Weihbischof Gottfried Langwerth von Simmern, dass er die neu erbaute „Filial“ benediziert und 1723 auch das Altarbild geweiht habe.
Dieses Simultaneum wurde mit einem Vertrag vom 17. Juli 1914 in gegenseitigem Einverständnis aufgelöst, es endete 1916 mit der Räumung der Simultankirche durch die Katholiken. Die Kirche wurde mitsamt der Inneneinrichtung (mit wenigen Ausnahmen) der evangelischen Gemeinde überlassen, die katholische Gemeinde erhielt 9000,- Mark als Ablöse.
Während des Ersten Weltkrieges wurde die Katholische Kirche St. Pankratius in Flossenbürg errichtet. Mit der Bauplanung wurde der Regensburger Architekt Josef Koch beauftragt, die Grundsteinlegung fand am 13. Juni 1915 statt und der Auszugstermin von der Simultankirche zum 1. Januar 1917 konnte eingehalten werden. Es kam in Flossenbürg von katholischer Seite schnell der Wunsch nach einem eigenen Seelsorger auf, um nicht weiterhin zu Fuß nach Floß gehen zu müssen. Im Frühjahr 1920 wurde dem Wunsch der Gläubigen entsprochen und hier eine Expositur eingerichtet; der bisherige Flosser Kooperator Johann Baptist Hoch wurde vom Bistum Regensburg am 2. April 1920 angewiesen, in Flossenbürg Wohnung zu nehmen. Die feierliche Einweihung der Kirche fand erst am 7. September 1930 durch Bischof Michael Buchberger statt. Am 12. Juli 1947 wurde die Expositur zu einer Pfarrkuratie hochgestuft. Bischof Buchberger erhob am 1. Februar 1959 die Kuratie zu einer eigenständigen Pfarrei, damit wurden die Bande zur Pfarrei Floß aufgelöst.
Bereits auf das Jahr 1899 geht der Plan zurück, ein katholisches Expositurhaus zu errichten. Erst 1920 lag dazu ein genehmigter Plan vor und noch im gleichen Jahr konnte unter großer Mithilfe der Flossenbürger Katholiken das Haus erbaut und bezogen werden. Das Expositurhaus wurde 1971 abgerissen und auf den alten Grundmauern ein neues Gebäude errichtet. 1971/72 wurde es mit Planung des Windischeschenbacher Architekten Xaver Bogner zu einem Pfarrheim erweitert.

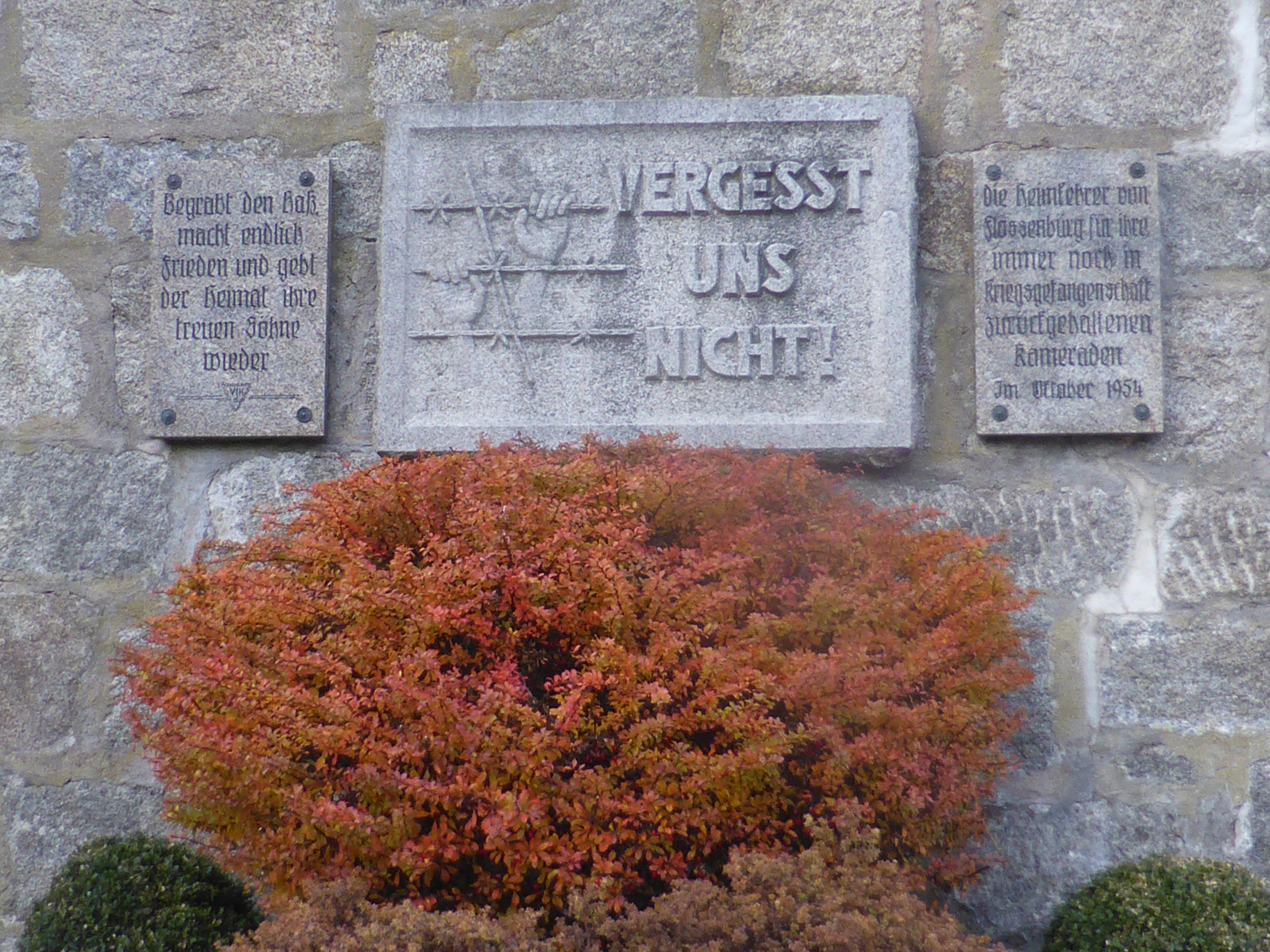
Mahnmal an der Einfriedungsmauer der Katholischen Pfarrkirche St. Pankratius in Flossenbürg

Die Granitmauer um die Kirche wurde 1926/27 fertiggestellt. Im Frühjahr 1926 wurde auch eine elektrische Turmuhr von der Firma Vortmann aus Recklinghausen angeschafft. An der Kirchhofmauer wurde im Oktober 1954 ein Mahnmal für die Kriegsgefangenen und Vermissten des Zweiten Weltkrieges angebracht.

## Baukörper
Die einschiffige Kirche ist ein Granitsteinbau mit einem Turm an der Ostseite. Dieser ist mit einem Zeltdach gedeckt, wobei ursprünglich ein Zwiebelturm geplant war, aber aus Geldknappheit nicht zur Ausführung gelangen konnte. Der Chor ist mit einem tonnenartigen Gewölbe mit Stichkappen gestaltet. Im Inneren ist sie durch Pilaster gegliedert.
1926 wurde auf Anregung von Expositus Bächer ein Portal an der Südseite durch den Ausbau einer kleinen Kapelle mit einer Pietà geschlossen. 1967 wurde an der Westseite eine weitere Zugangstür ausgebrochen.

## Innenausstattung
Die Innenausstattung war von Anfang an sehr schlicht gehalten. Am Hochaltar befand sich als Stiftung der Familie Andreas und Margarete Näger von 1914/15 nur ein Missionskreuz, darunter eine Statue der schmerzhaften Maria. Dieses wurde 1925 durch einen neobarocken Altar, geschaffen von dem Vohenstraußer Kunstmaler Ludwig Steininger, ersetzt. Das Altarbild besaß in einem stark profilierten Rahmen und zeigte zwischen vier marmorierten Säulen einen Christus am Kreuz. Als Seitenfiguren dienten St. Sebastian und St. Pankratius, zwei originale Barockfiguren aus dem 18. Jahrhundert. Nach oben schloss der Altar mit einer Barockkartusche und dem Monogramm IHS ab.
Als Bilderschmuck diente ein Nazarener Kreuzweg des Münchners Jakob Kramer von 1864. Zudem waren eine Marienstatue aus Holz und eine aus Guss sowie eine gusseiserne Josefsstatue vorhanden. Ein Immaculatabild stammte aus der früheren Simultankirche. Die Vasa sacra stammten teilweise auch aus der Simultankirche (Kelch und Ciborium von 1801, Monstranz von 1830). 1917 wurde eine Kanzel eingebaut.
Die farbigen Glasfenster von 1927 stammen von der Tiroler Glasmalerei und Mosaik Anstalt in Innsbruck. Es werden eine hl. Agnes im nordöstlichen Fenster und ein hl. Aloisius im südlichen Fenster des Chorraums sowie der Tod des Josef im südlichen Kirchenschifffenster mit Widmungen der jeweiligen Stifter dargestellt.
1959 begannen unter Pfarrer Hans Bauer verschiedene Neugestaltungen des Kirchenraumes. So wurden der Herz-Jesu-Seitenaltar und auch der Hauptaltar entfernt, stattdessen wurde ein Volksaltar gemäß der Liturgiereform des Zweiten Vatikanums 1967/68 an Stelle des früheren Altars errichtet. An der Stirnseite des Chors wurde ein zweiter granitener Altar mit dem vergoldeten Tabernakel aufgestellt. Darüber wurde ein ovales Fenster ausgebrochen, dessen Farbigkeit die Hand Gottes symbolisieren soll; es stammt von dem Neustädter Maler Karl Salzbauer. Die sehr kühl gewordene Kirchenausstattung ist unter Pfarrer Franz Keppenberger etwas zurückgenommen worden und die barocken Seitenfiguren des früheren Hochaltares wurden wieder aufgestellt. Im Chorbogen schwebt nun eine Madonna im Strahlenkranz, die aus Plößberg stammen soll.

## Glocken
Die erste Ausstattung mit Glocken von 1916 stammte von der Glockengießerei Hamm aus Regensburg. Die nach G, B und C gestimmten Glocken weihte am 11. Dezember 1915 Weihbischof Johann Baptist Hierl ein. Die beiden großen Glocken mit 535 und 316 kg wurden am 23. August 1918 zur Sicherung des Metallbedarfes des Heeres abgenommen, die kleine Glocke mit 220 kg verblieb in der Kirche. Ostern 1919 beschlossen die Kaufmannseheleute Albert und Babette Fraas, eine Glockenstiftung zu gründen. Durch diese Stiftung und weitere damit in Zusammenhang stehende Haussammlungen konnten am 1. Mai 1921 wieder zwei Glocken in Regensburg bestellt werden, die größere mit 320 kg war auf den Ton B gestimmt, die kleinere mit 120 kg auf den Ton Es.
Während des Zweiten Weltkrieges wurden im Februar 1942 wieder zwei Glocken abgenommen, nur mehr die kleinere Fraas-Glocke mit 120 kg verblieb in der Kirche. Im April 1949 konnte von der Pfarrgemeinde Floß eine Glocke mit 350 kg, die Elisabethglocke, erworben werden. Nach einer Sammelaktion wurden im Sommer 1954 zwei Glocken bei der Firma Hamm-Hofweber in Auftrag gegeben, die Fraas-Glocke wurde in eine D-Glocke umgegossen. Am 7. Dezember 1954 wurden alle drei Glocken mit einem Festumzug abgeholt und am 8. Dezember 1954 von Pfarrkurat Max Würth geweiht. Die große Glocke mit  659 kg ist auf den Ton Fis gestimmt und der Heiligen Dreifaltigkeit geweiht, die zweite Glocke mit 257 kg ist auf den Ton H gestimmt und Maria geweiht.

## Orgel
Die erste Orgel wurde von der Firma Willibald Siemann aus München 1916 geliefert. 1941 wurde das Orgelgehäuse von der Firma Eduard Hirnschrodt aus Regensburg entfernt und ein Freiprospekt mit neuem Zinkregister erstellt. 1977 galt dieses Instrument als „total verbraucht“ und so wurde 1979 eine neue Orgel bei der Firma Guido Nenninger bestellt. Diese konnte zum Jahresbeginn 1981 von Domkapitular Josef Grabmeier geweiht werden.